# Ȳ
Ȳ ، ȳ یکی از حروف الفبای لاتین و آمیزه‌ای از یک Y با خط تیره‌ای بر فراز آن است. امروزه در فرهنگ‌های واژگان و رساله‌های مربوط به زبان لاتین و انگلیسی باستان از این حرف برای نشان دادن آوای [y:] استفاده‌می‌شود. البته تنها در وامواژه‌های موجود در لاتین از این نویسه بهره برده می‌شود. همچنین از این حرف در زبان‌های لیوونیایی و کورنی استفاده‌می‌شود.